# Cmentarz wojenny nr 32 – Szerzyny
Cmentarz wojenny nr 32 – Szerzyny – cmentarz z I wojny światowej, zaprojektowany przez Johanna Jagera znajdujący się w okolicach wsi Szerzyny w powiecie tarnowskim, w gminie Szerzyny. Jeden z ponad 400 zachodniogalicyjskich cmentarzy wojennych zbudowanych przez Oddział Grobów Wojennych C. i K. Komendantury Wojskowej w Krakowie.
Obiekt znajduje się od przy drodze do Swoszowej. Zajmuje powierzchnię około 447 m², otoczony jest kamiennym murem.
Na cmentarzu pierwotnie było pochowanych prawdopodobnie 134 żołnierzy pochowanych w 7 grobach zbiorowych oraz 30 pojedynczych poległych w grudniu 1914 oraz maju 1915 roku:
- 117 Rosjan z jednostek: 101 Permski Pułk Piechoty, 105 Orenburski Pułk Piechoty, 121 Penzeński Pułk Piechoty, 127 Putywlański Pułk Piechoty, 124 Woroneski Pułk Piechoty
- 17 Austriaków m.in. z : 57 IR, 18 LIR, 19 LIR, 33 Pułku Piechoty k.k. Landwehry

Na linii tylnego ogrodzenia cmentarza znajduje się kamienny pomnik w postaci krzyża o wysokości 5,5 m, na którym znajduje się napis w języku niemieckim: "Ofiarujcie nam minutę modlitwy, Dla Was oddaliśmy lata naszego życia" (tłum.). Nagrobki są ustawione w dwóch równych rzędach, wzdłuż alejki oraz po jednym rzędzie wzdłuż ogrodzenia.

## Galeria

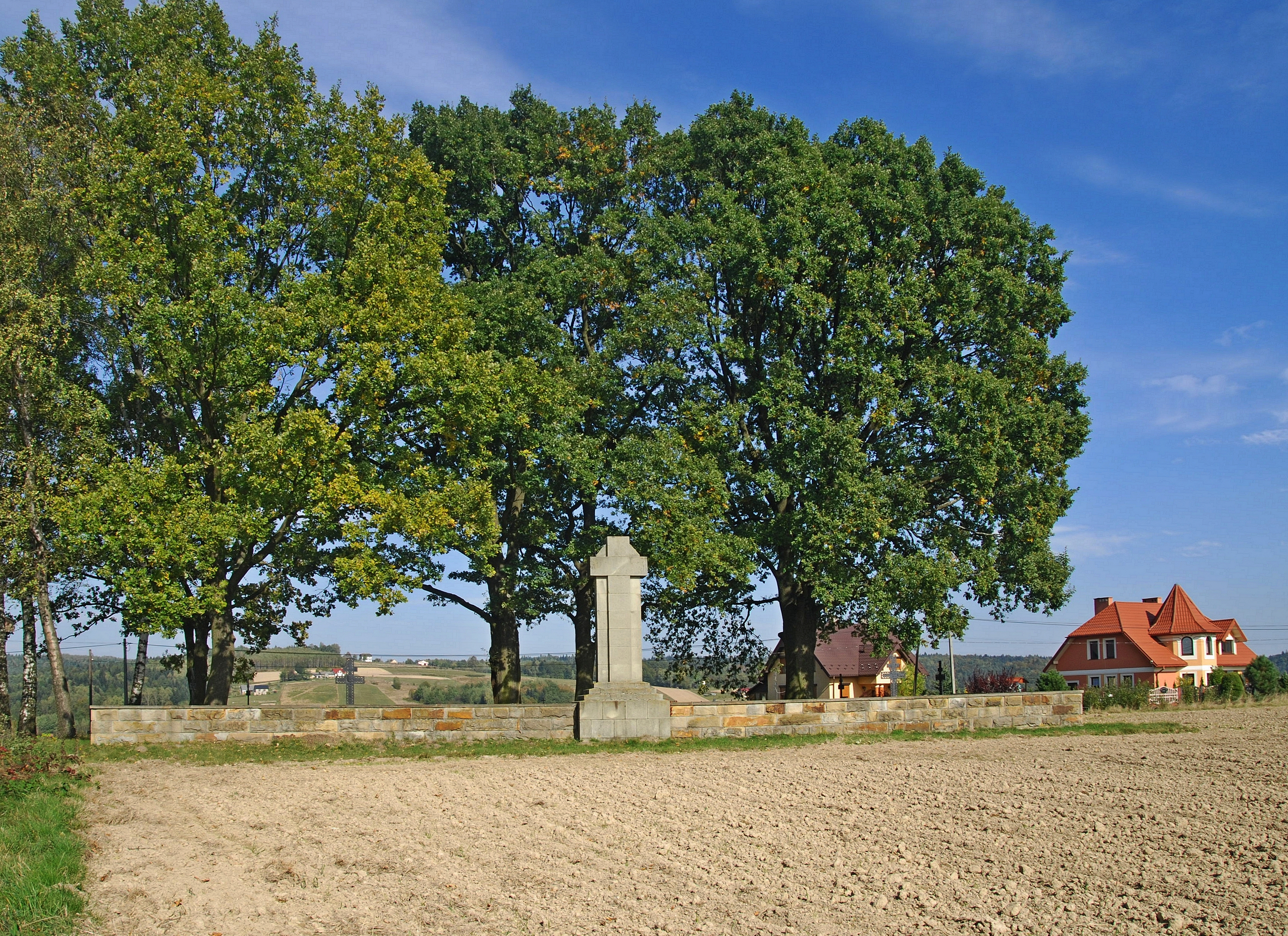
Widok ogólny z południa
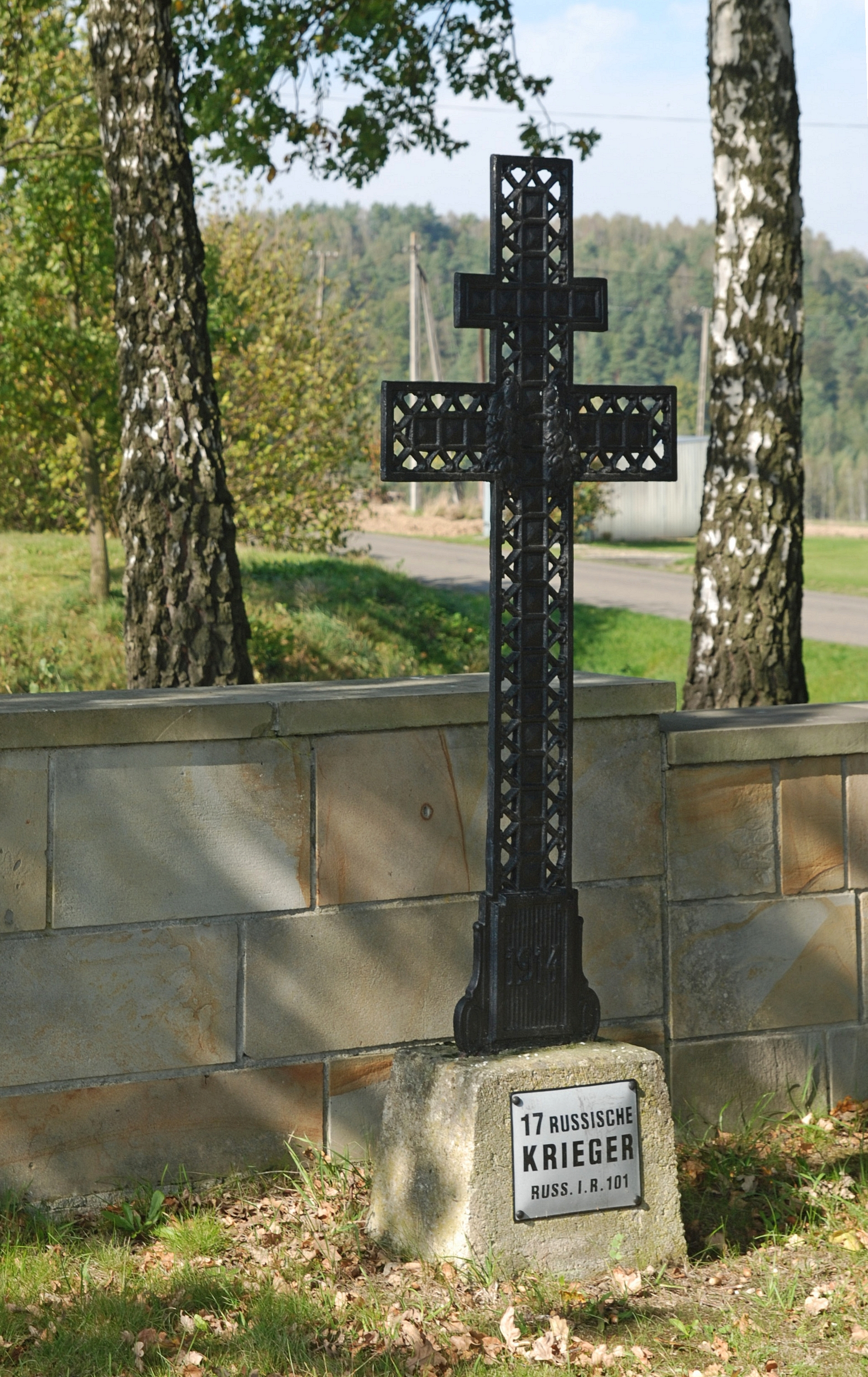
Duży krzyż rosyjski
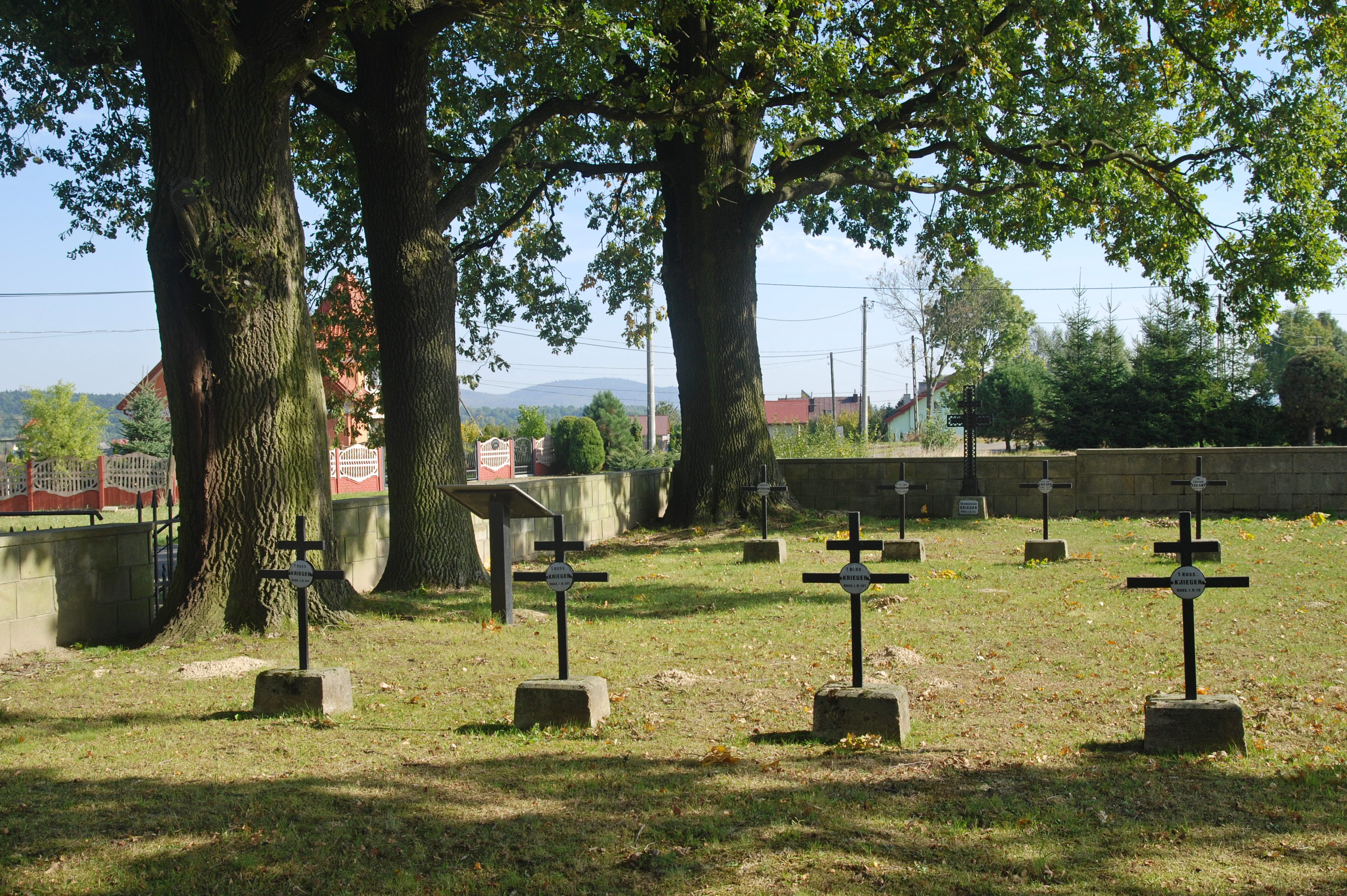
Fragment cmentarza
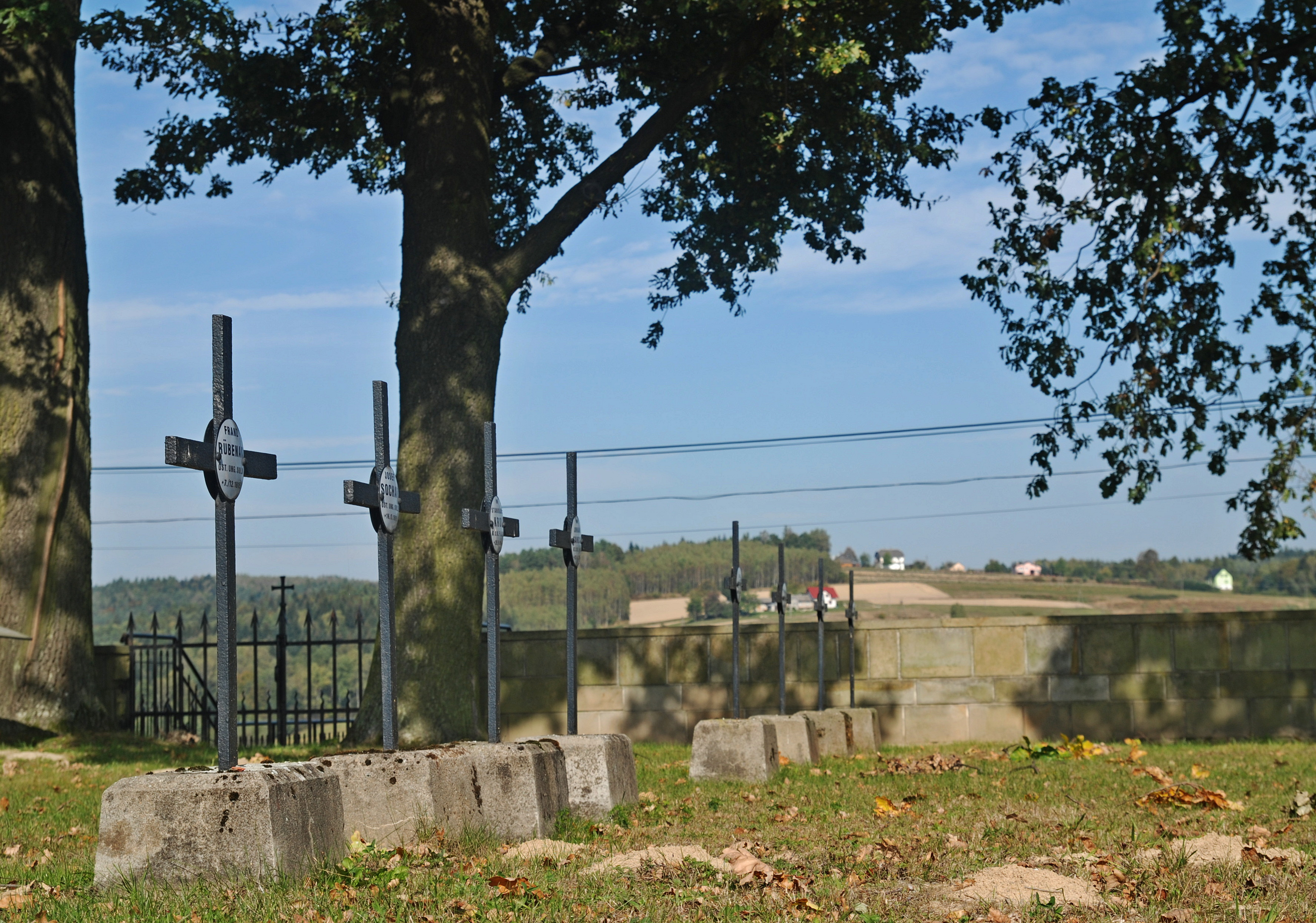
Fragment cmentarza
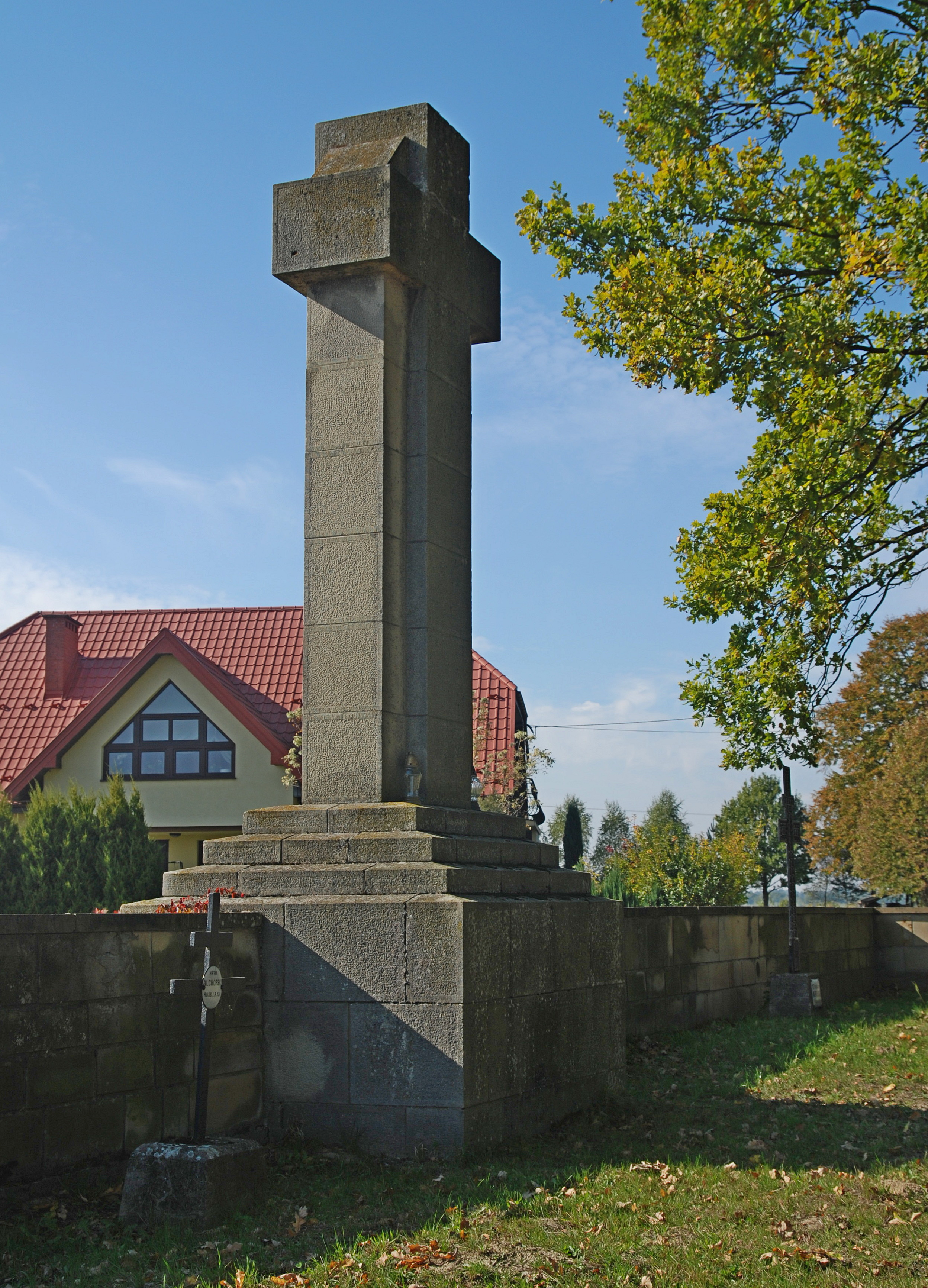
Pomnik główny
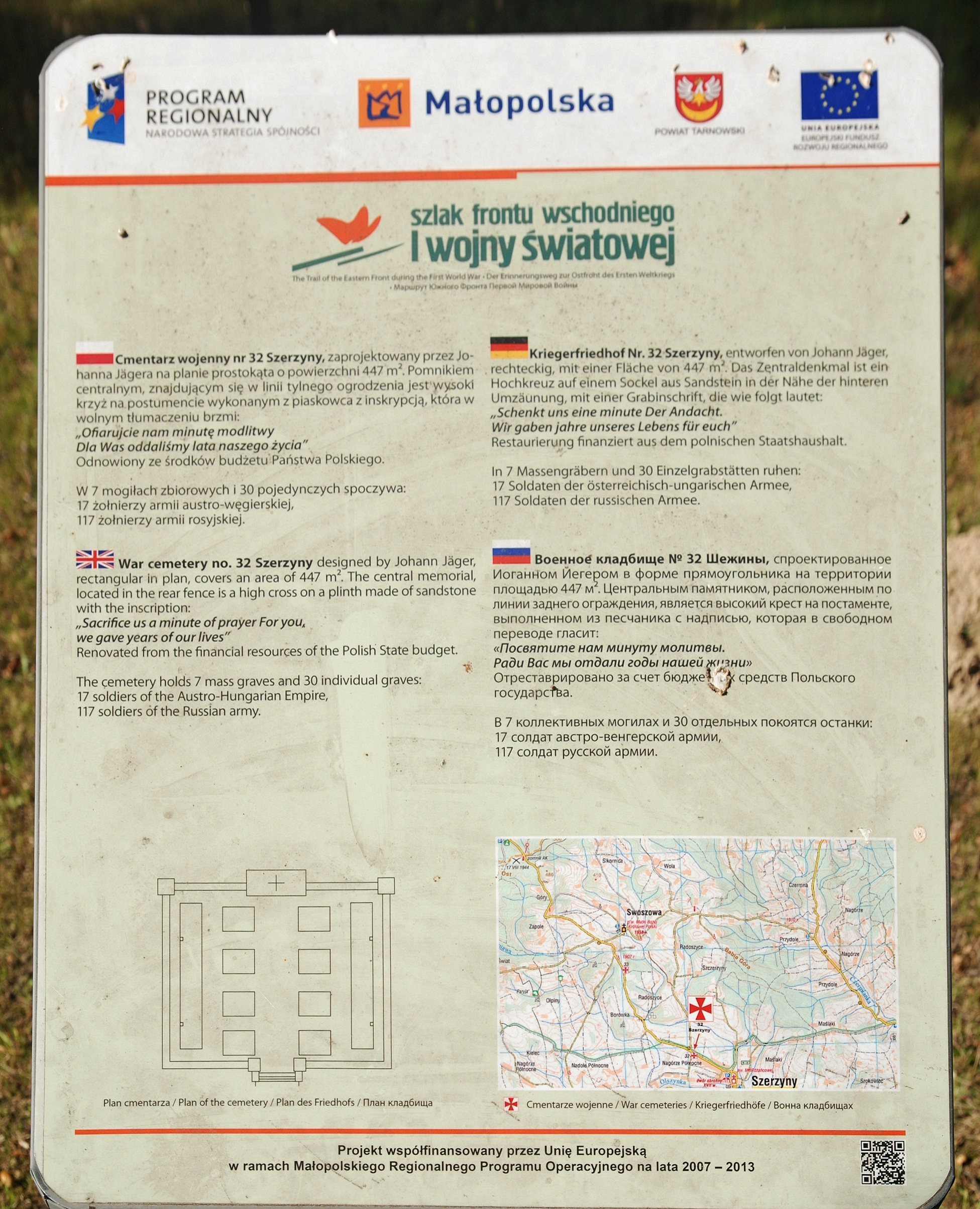
Tablica informacyjna